# Warsaw Open 2007
Il Warsaw Open 2007 è stato un torneo di tennis che si è giocato sulla terra rossa. 
Il torneo faceva parte del circuito Tier II nell'ambito del WTA Tour 2007. 
Si è giocato a Varsavia in Polonia, dal 30 aprile al 6 maggio 2007.

## Partecipanti

### Teste di serie
| Giocatrice         | Nazionalità | Ranking* | Testa di serie |
| ------------------ | ----------- | -------- | -------------- |
| Justine Henin      | Belgio      | 1        | 1              |
| Kim Clijsters      | Belgio      | 4        | 2              |
| Svetlana Kuznecova | Russia      | 5        | 3              |
| Jelena Janković    | Serbia      | 7        | 4              |
| Nadia Petrova      | Russia      | 9        | 5              |
| Anna Čakvetadze    | Russia      | 11       | 6              |
| Elena Dement'eva   | Russia      | 13       | 7              |
| Katarina Srebotnik | Slovenia    | 21       | 8              |

- Ranking al 23 aprile 2007.

### Altre partecipanti
Giocatrici che hanno ricevuto una wildcard:
- Katarzyna Piter
- Urszula Radwańska

Giocatrici passate dalle qualificazioni:
- Kateryna Bondarenko
- Tamira Paszek
- Cvetana Pironkova
- Julia Vakulenko

## Campionesse

### Singolare
Justine Henin ha battuto in finale  Al'ona Bondarenko con il punteggio di 6–1, 6–3

### Doppio
Vera Duševina /  Tetjana Perebyjnis hanno battuto in finale  Elena Lichovceva /  Elena Vesnina con il punteggio di 7–5, 3–6, 10-2